# نائب المحافظ

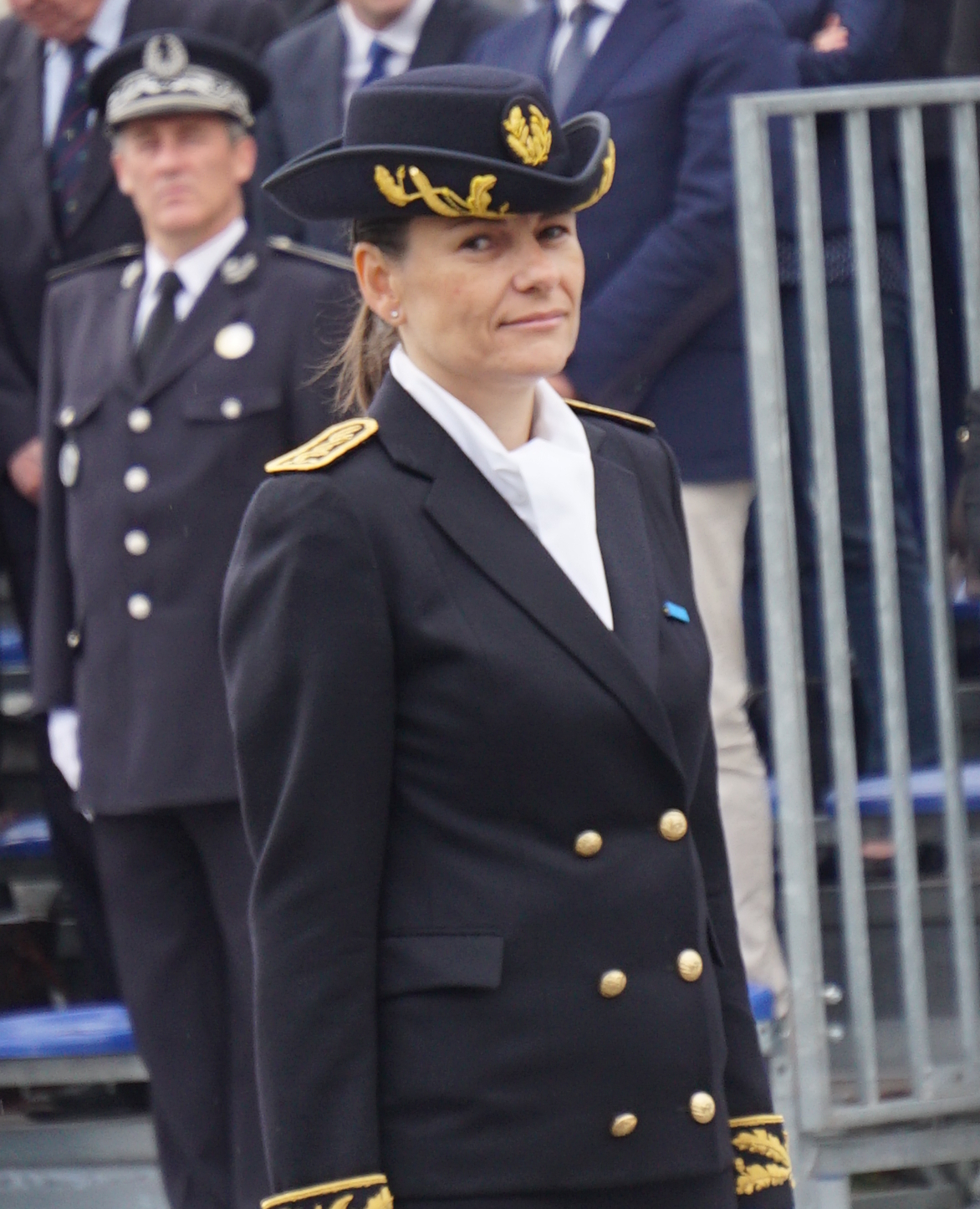

نائب المحافظ هو مسؤول حكومي رفيع في العديد من البلدان، بما في ذلك البرازيل وفرنسا.
في البرازيل، يعتبر نائب المحافظ (subprefeito) أعلى مسؤول في القائمقامية، وهو تقسيم فرعي للبلديات الكبيرة (ساو باولو ، ريو دي جانيرو). يخدم نائب المحافظ تحت إدارة محافظ البلدية (prefeito).
في فرنسا نائب المحافظ (sous-préfet) يعتبر أعلى مسؤول في الدائرة الإدارية، وهي إحدى أقسام الأقاليم. يتم تعيين نائب المحافظ من قبل رئيس فرنسا، ويعمل تحت محافظ الدائرة ( préfet ).